# Denis Bouthillier
Pour les articles homonymes, voir Bouthillier.
Denis Bouthillier, né vers 1540 à Angoulême et mort à Paris en 1621, seigneur de Fouilletourte et du Petit-Thouars, est un conseiller d'État français. 
Proche de la famille du cardinal de Richelieu, il est à l'origine d'une lignée de noblesse de robe qui donnera plusieurs ministres et ecclésiastiques.

## Biographie
Denis Bouthillier est issu d'une famille de notable d'Angoulême il est fils de Sébastien Bouthillier, conseiller (1558-1560) puis échevin d'Angoulême, et de Catherine Delage. Denis, avocat au siège royal de la sénéchaussée d'Angoulême le 22 novembre 1570, membre du Grand Conseil en 1571 a commencé sa carrière comme principal clerc de l'avocat François de La Porte, le grand-père maternel d'Armand Jean du Plessis de Richelieu, qui lui cède sa clientèle lorsqu'il arrête son activité. Lorsque ce dernier perd son père François en 1590, François de la Porte recommande à son ancien collaborateur ses petits-enfants et particulièrement le futur cardinal qui, pendant ses études, loge à Paris chez les Bouthillier et noue ainsi avec les quatre fils de Denis des liens quasi familiaux. Ils seront plus tard ses fidèles,et il entretient des liens d'affection plus particulièrement marqués avec Sébastien, mort prématurément en 1625, dont il fait le doyen de son chapitre de chanoines (à la cathédrale de Luçon), et Denis (II), seigneur de Rancé (père de l'abbé de Rancé). 
C'est Denis Bouthillier, bien qu'il demeure conseiller du présidial d'Angoulême jusqu'en 1606 mais mène une carrière d'avocat au Parlement de Paris à partir de 1589, puis de Conseiller d'État et ensuite de secrétaire des Commandements de la reine Marie de Médicis, qui présente en août 1614 le jeune évêque de Luçon à cette dernière. En 1619 c'est encore son ami Sébastien Bouthillier et le Père Joseph qui interviennent auprès de la reine pour obtenir le rappel de Richelieu exilé à Avignon.

## Union et postérité
Denis Bouthillier épouse en 1576 Claudine de Macheco qui lui donne neuf enfants, dont quatre garçons :
- Claude Bouthillier de Chavigny, marquis de Pont-sur-Seine, père de Léon.
- Sébastien Bouthillier.
- Victor Bouthillier.
- Denis II Bouthillier, sire de Véretz et de Larçay (par acquisition vers 1637-1639), père d'Armand Jean Le Bouthillier de Rancé dit « l'Abbé de Rancé »,

et cinq filles dont une seule se marie :
- Marie Bouthillier, religieuse à l'abbaye de Fontevraud promue abbesse de Abbaye Saint-Antoine-des-Champs le 6 mars 1636.
- Bonne, épouse en 1596 Jean de La Barde, avocat au Parlement de Paris : ils sont les parents de Denis de La Barde évêque de Saint-Brieuc.
- Philippine, carmélite au couvent du Mont-Carmel.
- Madeleine, religieuse au Couvent des Capucines.
- Catherine, religieuse au couvent Saint-Claire d'Amiens.